# Creu de terme del Pont Vell
La Creu de terme del Pont Vell és una obra del municipi de Manresa (Bages) declarada bé cultural d'interès nacional.

## Descripció
És una creu de terme coneguda també com a creu de la Guia, per la proximitat amb l'ermita d'aquest nom. Actualment la creu consta de peanya de 3 graons de pedra arenosa, bastant desgastada, A sobre hi ha un basament prismàtic petit de base quadrada amb cantells bisellats per la part superior (que fa que es converteixi en hexagonal) Després s'observa un fust de secció quadrada amb cantells bisellats, de pedra arenosa. Sobre un capitell simple de pedra de Sant Vicenç hi ha la creu senzilla amb motllures de pedra arenosa.
Segons J, Sarret i Arbós, tant la columna com el capitell de la creu original, semblen procedents de l'antic convent de les Dominiques de Valldaura (del Claustre, claustre actual de les caputxines), donades les seves dimensions i el tractament de les figures esculpides.

## Història
El 1501 es va fer la primera menció documental de la creu. No se'n tenen notícies fins al 1838, quan es col·locà una creu de ferro en lloc de l'existent de pedra. El 1911, degut a una tempestat, cauen la columna, el capitell i creu (actualment es troben en el museu municipal de la ciutat). El 1912 es col·locà la nova creu en lloc de l'antiga. El 1961 la creu fou refeta per l'arquitecte Pons Sorolla, aprofitant el sòcol de la primitiva.